# Erwin Teufel
Erwin Teufel, född 4 september 1939, är en tysk politiker (CDU), ministerpresident i Baden-Württemberg 1991-2005.